# Synaptomyces argentinus
Synaptomyces argentinus är en svampart som beskrevs av Thaxt. 1912. Synaptomyces argentinus ingår i släktet Synaptomyces och familjen Ceratomycetaceae.   Inga underarter finns listade i Catalogue of Life.